# Große Wildgrubenspitze
Große Wildgrubenspitze (též Untere Wildgrubenspitze, 2753 m n. m.) je nejvyšší hora pohoří Lechquellengebirge. Nachází se na území okresu Bludenz v rakouské spolkové zemi Vorarlbersko asi 3 km západně od vesnice Zürs. Na vrchol je možné vystoupit od chaty Ravensburger Hütte.